# هيرب جونسون (لاعب كرة قدم أمريكية)
هيرب جونسون (بالإنجليزية: Herb Johnson)‏ هو لاعب كرة قدم أمريكية أمريكي، ولد في 10 يوليو 1928 في أوريغون في الولايات المتحدة.

## وصلات خارجية
- هيرب جونسون على موقع مرجع كرة القدم المحترفة.كوم (الإنجليزية)